# Mendes Pimentel
Mendes Pimentel är en kommun i Brasilien.   Den ligger i delstaten Minas Gerais, i den sydöstra delen av landet, 800 km öster om huvudstaden Brasília. Antalet invånare är 6 329.
Omgivningarna runt Mendes Pimentel är huvudsakligen savann. Runt Mendes Pimentel är det ganska glesbefolkat, med 23 invånare per kvadratkilometer.